# César Zabala
César Zabala   (Luque, 3 de juny de 1961 - Luque, 31 de gener de 2020) fou un futbolista paraguaià que jugava de defensa.

## Selecció del Paraguai
Va formar part de l'equip paraguaià a la Copa del Món de 1986. També participà en la Copa Amèrica de 1987, 1989 i 1991.